# Саанска коза
Саанската коза е швейцарска порода коза с предназначение добив на мляко, месо и кожи. Използва се като основна порода подобрителка.

## Произход
Създадена е в долината Саанен (Saanen), Швейцария в райони с 1000-2000 м надморска височина и с богати пасища.

## Характеристики
Средната млечност за лактационния период 270-280 дни е 700-800 кг. При добри условия на хранене и на отглеждане козите дават и над 1000 кг мляко.

Маслеността на млякото е 3,8-4,0%. Рекордната млечност за лактация e 2950 кг. в САЩ.

Саанските кози са едни от най-едрите. Средната маса на майките е 50 – 60 кг, на пръчовете – 80-100 кг. Плодовитостта е 180-250%.

Животните са с добри телесни форми и със здрава костна система. Вимето е много добре развито, обикновено с крушовидна форма и с големи цицки.

Саанската коза е с добра аклиматизационна способност разпространена е широко в Европа, Америка, Африка и Азия.